# AEA June Bug
El AEA June Bug (o Aerodrome #3) fue un avión pionero estadounidense, diseñado y pilotado por Glenn Curtiss, y construido por la Aerial Experiment Association (Asociación de Experimentos Aéreos, AEA) en 1908. El June Bug es famoso por ganar el primer premio aeronáutico que se otorgó en los Estados Unidos, la Copa Scientific American.

## Diseño y desarrollo
Glenn Curtiss y los miembros de la AEA construyeron el June Bug con el objetivo de ganar la Copa Scientific American, un trofeo de plata maciza y 25 000 dólares en efectivo, ofrecido para el primer vuelo motorizado capaz de volar durante 1 km en los Estados Unidos.
El Aerodrome #3 incluía el sistema de dirección de alerones ya usado anteriormente, e incluía un yugo situado a la altura de los hombros, que permitía al piloto hacer girar la aeronave inclinándose de lado a lado. El barniz que sellaba el tejido del ala se agrietó con el calor, por lo que se utilizó una mezcla de trementina, parafina y gasolina. El June Bug tenía las alas de color amarillo porque se añadió ocre amarillo para hacer que el avión se viera mejor en las fotografías ortocromáticas de aquella época.
Fue nombrado por Alexander Graham Bell en honor al Phyllophaga común, por su parecido con este escarabajo volador, conocido coloquialmente en América del Norte como "june bug" (insecto de junio).
El June Bug fue probado en Hammondsport, Nueva York, en la Stony Brook Farm. Curtiss voló con éxito en tres de sus cuatro intentos, el 21 de junio de 1908, con distancias de 139 m, 127 m y 386 m, a una velocidad de 55 km/h. El 25 de junio recorrió 663 m y 1040 m, suficientes para que los miembros de la Asociación contactaran con el Aero Club de América para preparar su intento de conseguir la Copa Scientific American.

## Historia operacional

### Consecución de la Copa

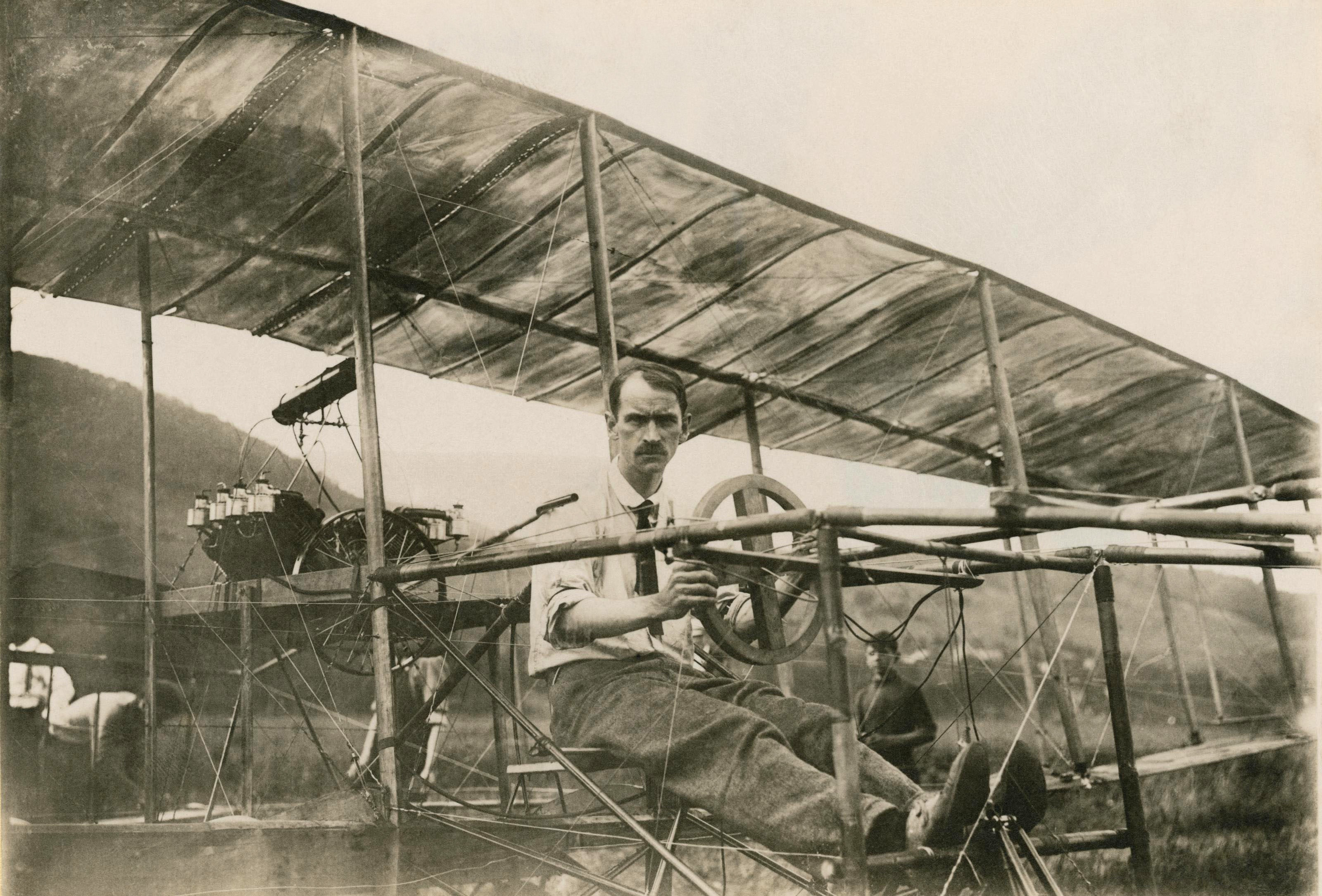
Curtiss en el June Bug, el 4 de julio de 1908.

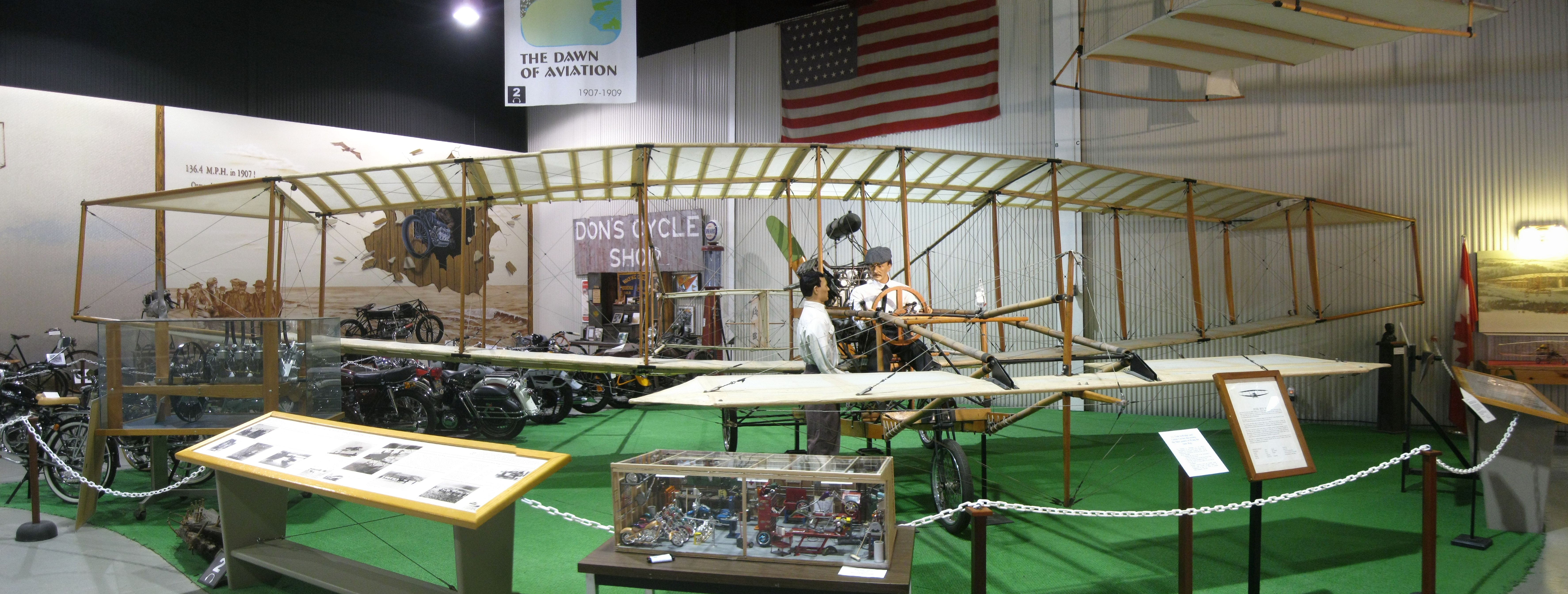
Réplica operativa moderna del June Bug en el Museo Glenn H. Curtiss en Hammondsport, Nueva York.

El Aero Club contactó previamente con los hermanos Wright, ofreciéndoles la oportunidad de realizar un intento en primer lugar. Sin embargo, Orville escribió para rechazar la oportunidad el 30 de junio, ya que los Wright estaban ocupados completando su trato con el Gobierno de los Estados Unidos. El mensaje se recibió el 1 de julio y Curtiss salió al aire, como se había solicitado, el 4 de julio (Día de la Independencia).
El vuelo fue un gran evento público, que atrajo a personas de todas partes. Fue supervisado por una delegación de 22 miembros notables del Aero Club, encabezados por Alan R. Hawley. Numerosas familias llegaron tan temprano como a las 5 de la madrugada para disponer de un buen lugar en la colina cubierta de hierba, junto con reporteros, fotógrafos y un equipo de filmación cinematográfica. El June Bug se convirtió así en el primer avión en los Estados Unidos en aparecer en una película. Comenzó una tormenta y aparecieron paraguas alrededor de la ladera. La ciudad de Hammondsport estaba prácticamente vacía, ya que casi todos sus habitantes estaban viendo el evento. Charles M. Manly, que había probado sin éxito en 1903 su aeronave, el Langley Aerodrome, midió el kilómetro y 20 pies (6,1 m) con ayuda de voluntarios. El June Bug realizó una primera salida en falso, elevándose 12 metros, pero no llegando lo suficientemente lejos. En el segundo intento, el avión voló con éxito 1,6 km en 1 minuto y 40 segundos, ganando el trofeo y un premio en efectivo de 25 000 dólares.
En medio de la publicidad que siguió al vuelo, los Wright enviaron la advertencia a Curtiss de que no habían dado permiso para utilizar "su" sistema de control de la aeronave para "exhibiciones o de manera comercial". De hecho, ninguno de los aviones de la AEA utilizaba un sistema de control de alas como el de los Wright, confiando en cambio en los alerones triangulares diseñados por Alexander Graham Bell, que patentó con éxito en diciembre de 1911. Sin embargo, en 1913 un tribunal dictaminó que esta técnica era una infracción de la patente de 1906 de los Wright.
Durante los tres años anteriores al vuelo del June Bug, los Wright habían realizado vuelos de hasta 38 km, pero sin testigos oficiales. Sin embargo, a los Wright se les habría solicitado instalar ruedas en su avión y prescindir del lanzamiento con la catapulta para competir por el premio de 1908.

### Uso posterior
De octubre a noviembre, el June Bug se modificó agregándole flotadores, en un intento de crear un hidroavión. Renombrado como Loon, los intentos de volar comenzaron en el lago Keuka el 28 de noviembre. Aunque la aeronave podía alcanzar velocidades de hasta 47 km/h en el agua, no pudo despegar, y, el 2 de enero de 1909, uno de los flotadores se llenó de agua y el Loon se hundió inesperadamente. Fue recuperado, pero finalmente se acabó pudriendo en un cobertizo cercano.
Una réplica del June Bug fue construida y volada en 1976 por Mercury Aircraft de Hammondsport.

## Variantes
June Bug
Biplano pionero con motor Curtiss B-8, uno construido.
Loon
El June Bug modificado con flotadores.

## Especificaciones
Referencia datos: AerofileAb

### Características generales
- Tripulación: Uno (piloto)
- Longitud: 8,4 m (27,4 ft)
- Envergadura: 13 m (42,5 ft)
- Planta motriz: 1× motor lineal V-8 refrigerado por aire Curtiss B-8.
  - Potencia: 30 kW (41 HP; 41 CV)

### Rendimiento
- Velocidad máxima operativa (Vno): 63 km/h (39 MPH; 34 kt)

## Aeronaves relacionadas

### Desarrollos relacionados
- Curtiss Golden Flyer

### Secuencias de designación
- Secuencia Alfabética (interna de Curtiss): C - D - E - F →